# بهشت واقعی است (فیلم)
بهشت واقعی است (انگلیسی: Heaven Is for Real) فیلمی در ژانر درام به کارگردانی رندل والاس است که در سال ۲۰۱۴ منتشر شد. از بازیگران آن می‌توان به گرگ کینر، جیکوب بارگاس، کلی ریلی، مارگو مارتیندال، و توماس هادن چرچ اشاره کرد.
داستان فیلم دربارهٔ یک روحانی اهل نبراسکا است که ادعا می‌کند پسر ۴ ساله‌اش در طول یک عمل اورژانسی برداشتن آپاندیس به بهشت عروج کرده و با داستان‌هایی از اسب عیسی مسیح و بستگان درگذشته‌ای که امکان ندارد در موردشان چیزی بداند، به زندگی زمینی بازگشته است.